# ميكي باركر
ميكي باركر (بالإنجليزية: Mickey Barker)‏ (23 فبراير 1956 - ) هو لاعب كرة قدم بريطاني في مركز الدفاع. لعب مع نيوكاسل يونايتد.

## وصلات خارجية
- ميكي باركر على موقع قاعدة بيانات كرة القدم.إي يو (الإنجليزية)